# Stabiliserings- och associeringsavtal
Stabiliserings- och associeringsavtal (SA-avtal) är en typ av assoceringsavtal som slutits mellan å ena sidan Europeiska unionen (EU) och å andra sidan länderna på västra Balkan. Avtalen omfattar ekonomiskt och finansiellt stöd och samarbete, politisk dialog, anpassning till EU:s lagstiftning, frihandel samt samarbete inom andra politikområden, exempelvis straffrättsliga och polisiära frågor.
Alla länder på västra Balkan som ännu inte är EU-medlemmar har slutit SA-avtal med EU. Detta innefattar Albanien, Bosnien och Hercegovina, Kosovo, Makedonien, Montenegro och Serbien slutfört sina förhandlingar med EU:s medlemsstater. EU har utlovat medlemskap till samtliga av dessa länder på längre sikt. Stabiliserings- och associeringsavtalen ses som ett förstadium till fullt medlemskap i unionen. Andra europeiska länder, så som Island, Norge, Schweiz och Turkiet omfattas inte av denna samarbetsform, utan ingår istället genom andra samarbeten med EU, t.ex. Europeiska ekonomiska samarbetsområdet (EES).
Ratificeringsprocessen med Serbiens SA-avtal frystes på grund av att Nederländerna inte ansåg att landet var tillräckligt samarbetsvilligt i spaningen efter krigsförbrytaren Ratko Mladić. Den 7 december 2009 upphörde Nederländernas regering med sitt veto mot ett tillfälligt avtal om handel och bistånd med Serbien. Den 14 juni 2010 beslutade EU:s utrikesministrar att återuppta Serbiens SA-process.
Kosovo, som deklarerade unilateral självständighet från Serbien den 17 februari 2008, undertecknade den 27 oktober 2015 ett SA-avtal med EU som trädde i kraft den 1 april 2016.

## Översikt
Stabiliserings- och associeringsavtal (SAA) är en del av EU:s stabiliserings- och associeringsprocess (SAP) och Europeiska grannskaps- och partnerskapsinstrumentet (ENPI). SAP eftersträvar tre mål, nämligen stabilisering och en smidig övergång till marknadsekonomi, främjandet av regionalt samarbete och möjligheterna till EU-anslutning. Det hjälper länderna i regionen att bygga en kapacitet att anta och tillämpa europeisk standard, inklusive det gemensamma regelverket, såväl som internationell standard.
För närvarande är det länderna på västra Balkan som är i fokus för SAP. Specifika stabiliserings- och associeringsavtal har implementerats i olika hög grad i dessa länder vilket tydligt inkluderar bestämmelser om framtida EU-medlemskap för respektive involverat land. Dessa SA-avtal liknar i hög utsträckning de som slöts med östeuropeiska länder under 1990-talet och det associeringsavtal som EU har slutit med Turkiet.
Associeringsavtalen måste, i likhet med till exempel EU:s anslutningsfördrag, ratificeras av samtliga EU-medlemsstater och associationslandet innan det träder i kraft. Länderna på västra Balkan, inklusive Kosovo, samt Moldavien bildar redan Centraleuropeiska frihandelsområdet, som utgör en motsvarighet till Europeiska frihandelssammanslutningen.

## Stabiliserings- och assoceringsprocessen

Samtliga länder ingår i frihandelsområdet CEFTA.

Notera att Europeiska unionen har egen rättslig kapacitet att ingå stabiliserings- och associeringsavtal sedan Lissabonfördraget trädde i kraft den 1 december 2009. Det innebär att endast unionens institutioner, utöver SAA-landet, behöver ratificera avtalet för att det ska träda i kraft. Innan Lissabonfördraget trädde i kraft krävdes även att alla medlemsstater ratificerade avtalet eftersom SA-avtal då var en delad befogenhet mellan unionen och dess medlemsstater. Kosovos SA-avtal är det första att omfattats av de nya bestämmelserna.
|                    | Händelse                  | Makedonien       | Makedonien | Albanien         | Albanien   | Montenegro       | Montenegro | Serbien          | Serbien    | Bosnien och Hercegovina | Bosnien och Hercegovina | Kosovo     | Kosovo |
| ------------------ | ------------------------- | ---------------- | ---------- | ---------------- | ---------- | ---------------- | ---------- | ---------------- | ---------- | ----------------------- | ----------------------- | ---------- | ------ |
|                    | SAA-förhandlingar startar | 2000-04-05       |            | 2003-01-31       |            | 2005-10-10       |            | 2005-10-10       |            | 2005-11-25              |                         | 2013-10-28 |        |
| SAA påbörjas       | 2000-11-24                |                  | 2006-02-28 |                  | 2007-03-15 |                  | 2007-11-07 |                  | 2007-12-04 |                         | 2014-07-25              |            |        |
| SAA-signatur       | 2001-04-09                | [ 6 ]            | 2006-06-12 | [ 7 ]            | 2007-10-15 | [ 8 ]            | 2008-04-29 | [ 9 ]            | 2008-06-16 | [ 10 ]                  | 2015-10-27              |            |        |
| Ratificering av    |                           |                  |            |                  |            |                  |            |                  |            |                         |                         |            |        |
| SAP-stat           | 2001-04-27                | [ 6 ]            | 2006-11-09 | [ 7 ]            | 2007-11-13 | [ 8 ]            | 2008-09-22 | [ 9 ]            | 2009-02-26 | [ 10 ]                  | 2015-11-02              |            |        |
| Belgien            | Belgien                   | 2003-12-29       | [ 6 ]      | 2008-10-22       | [ 7 ]      | 2010-03-29       | [ 8 ]      | 2012-03-20       | [ 9 ]      | 2010-03-29              | [ 10 ]                  | —          |        |
| Bulgarien          | Bulgarien                 | anslöt EU senare | [ 6 ]      | anslöt EU senare | [ 7 ]      | 2008-06-19       | [ 8 ]      | 2010-08-12       | [ 9 ]      | 2009-03-13              | [ 10 ]                  | —          |        |
| Cypern             | Cypern                    | anslöt EU senare | [ 6 ]      | 2008-07-18       | [ 7 ]      | 2008-11-20       | [ 8 ]      | 2010-11-26       | [ 9 ]      | 2009-07-02              | [ 10 ]                  | —          |        |
| Danmark            | Danmark                   | 2002-04-10       | [ 6 ]      | 2008-06-25       | [ 7 ]      | 2008-06-25       | [ 8 ]      | 2011-03-04       | [ 9 ]      | 2009-05-26              | [ 10 ]                  | —          |        |
| Estland            | Estland                   | anslöt EU senare | [ 6 ]      | 2007-12-06       | [ 7 ]      | 2007-11-22       | [ 8 ]      | 2010-08-19       | [ 9 ]      | 2008-09-11              | [ 10 ]                  | —          |        |
| Finland            | Finland                   | 2004-01-06       | [ 6 ]      | 2007-12-13       | [ 7 ]      | 2009-03-18       | [ 8 ]      | 2011-10-21       | [ 9 ]      | 2009-04-07              | [ 10 ]                  | —          |        |
| Frankrike          | Frankrike                 | 2003-06-04       | [ 6 ]      | 2009-02-12       | [ 7 ]      | 2009-07-30       | [ 8 ]      | 2012-01-16       | [ 9 ]      | 2011-02-10              | [ 10 ]                  | —          |        |
| Grekland           | Grekland                  | 2003-08-27       | [ 6 ]      | 2009-02-26       | [ 7 ]      | 2010-03-29       | [ 8 ]      | 2011-03-10       | [ 9 ]      | 2010-09-20              | [ 10 ]                  | —          |        |
| Irland             | Irland                    | 2002-05-06       | [ 6 ]      | 2006-06-11       | [ 7 ]      | 2009-06-04       | [ 8 ]      | 2011-09-29       | [ 9 ]      | 2009-06-04              | [ 10 ]                  | —          |        |
| Italien            | Italien                   | 2003-10-30       | [ 6 ]      | 2008-06-24       | [ 7 ]      | 2009-01-07       | [ 8 ]      | 2011-01-06       | [ 9 ]      | 2010-09-08              | [ 10 ]                  | —          |        |
| Kroatien           | Kroatien                  | anslöt EU senare | [ 6 ]      | anslöt EU senare | [ 7 ]      | anslöt EU senare | [ 8 ]      | anslöt EU senare | [ 9 ]      | anslöt EU senare        | [ 10 ]                  | —          |        |
| Lettland           | Lettland                  | anslöt EU senare | [ 6 ]      | 2006-12-19       | [ 7 ]      | 2008-10-17       | [ 8 ]      | 2011-05-30       | [ 9 ]      | 2009-11-12              | [ 10 ]                  | —          |        |
| Litauen            | Litauen                   | anslöt EU senare | [ 6 ]      | 2007-07-25       | [ 7 ]      | 2009-03-04       | [ 8 ]      | 2013-06-26       | [ 9 ]      | 2009-05-04              | [ 10 ]                  | —          |        |
| Luxemburg          | Luxemburg                 | 2003-07-28       | [ 6 ]      | 2007-09-24       | [ 7 ]      | 2009-06-11       | [ 8 ]      | 2011-01-21       | [ 9 ]      | 2010-12-22              | [ 10 ]                  | —          |        |
| Malta              | Malta                     | anslöt EU senare | [ 6 ]      | 2008-04-21       | [ 7 ]      | 2008-12-11       | [ 8 ]      | 2010-07-06       | [ 9 ]      | 2010-01-07              | [ 10 ]                  | —          |        |
| Nederländerna      | Nederländerna             | 2002-09-09       | [ 6 ]      | 2007-12-10       | [ 7 ]      | 2009-01-29       | [ 8 ]      | 2012-02-27       | [ 9 ]      | 2009-09-30              | [ 10 ]                  | —          |        |
| Polen              | Polen                     | anslöt EU senare | [ 6 ]      | 2007-08-06       | [ 7 ]      | 2009-02-06       | [ 8 ]      | 2012-01-13       | [ 9 ]      | 2010-04-07              | [ 10 ]                  | —          |        |
| Portugal           | Portugal                  | 2003-07-14       | [ 6 ]      | 2008-08-06       | [ 7 ]      | 2008-09-23       | [ 8 ]      | 2011-03-04       | [ 9 ]      | 2009-06-29              | [ 10 ]                  | —          |        |
| Rumänien           | Rumänien                  | anslöt EU senare | [ 6 ]      | anslöt EU senare | [ 7 ]      | 2009-01-15       | [ 8 ]      | 2012-05-22       | [ 9 ]      | 2010-01-08              | [ 10 ]                  | —          |        |
| Slovakien          | Slovakien                 | anslöt EU senare | [ 6 ]      | 2007-07-20       | [ 7 ]      | 2007-07-29       | [ 8 ]      | 2010-11-11       | [ 9 ]      | 2009-03-17              | [ 10 ]                  | —          |        |
| Slovenien          | Slovenien                 | anslöt EU senare | [ 6 ]      | 2007-03-16       | [ 7 ]      | 2008-04-28       | [ 8 ]      | 2010-12-07       | [ 9 ]      | 2009-03-10              | [ 10 ]                  | —          |        |
| Spanien            | Spanien                   | 2002-10-04       | [ 6 ]      | 2007-05-23       | [ 7 ]      | 2009-03-12       | [ 8 ]      | 2010-06-21       | [ 9 ]      | 2010-06-15              | [ 10 ]                  | —          |        |
| Storbritannien     | Storbritannien            | 2002-12-17       | [ 6 ]      | 2007-10-12       | [ 7 ]      | 2010-01-12       | [ 8 ]      | 2011-08-11       | [ 9 ]      | 2010-04-20              | [ 10 ]                  | —          |        |
| Sverige            | Sverige                   | 2002-06-25       | [ 6 ]      | 2007-06-08       | [ 7 ]      | 2009-03-11       | [ 8 ]      | 2011-04-15       | [ 9 ]      | 2009-09-14              | [ 10 ]                  | —          |        |
| Tjeckien           | Tjeckien                  | anslöt EU senare | [ 6 ]      | 2008-06-30       | [ 7 ]      | 2009-02-19       | [ 8 ]      | 2011-01-28       | [ 9 ]      | 2009-07-23              | [ 10 ]                  | —          |        |
| Tyskland           | Tyskland                  | 2002-06-20       | [ 6 ]      | 2009-02-19       | [ 7 ]      | 2009-11-16       | [ 8 ]      | 2012-02-24       | [ 9 ]      | 2009-08-14              | [ 10 ]                  | —          |        |
| Ungern             | Ungern                    | anslöt EU senare | [ 6 ]      | 2007-05-31       | [ 7 ]      | 2008-05-19       | [ 8 ]      | 2010-11-16       | [ 9 ]      | 2008-10-22              | [ 10 ]                  | —          |        |
| Österrike          | Österrike                 | 2002-09-06       | [ 6 ]      | 2008-07-04       | [ 7 ]      | 2008-07-04       | [ 8 ]      | 2011-01-13       | [ 9 ]      | 2009-09-04              | [ 10 ]                  | —          |        |
| Europeiska unionen | Europeiska unionen        | 2004-02-25       | [ 6 ]      | 2009-02-26       | [ 7 ]      | 2010-03-29       | [ 8 ]      | 2013-07-22       | [ 9 ]      | 2015-04-30              | [ 10 ]                  | 2016-02-12 |        |
|                    | SAA träder i kraft        | 2004-04-01       | [ 6 ]      | 2009-04-01       | [ 7 ]      | 2010-05-01       | [ 8 ]      | 2013-09-01       | [ 9 ]      | 2015-06-01              | [ 10 ]                  | 2016-04-01 | [ 11 ] |